# Марианополи
Мариано̀поли (на италиански: Marianopoli, на сицилиански Paisi di Manchi, Паизи ди Манки) е село и община в Южна Италия, провинция Калтанисета, автономен регион и остров Сицилия. Разположено е на 720 m надморска височина. Населението на общината е 1990 души (към 2011 г.).